# Кампо Спортиво (Беневенто)
Кампо Спортиво је насеље у Италији у округу Беневенто, региону Кампанија.
Према процени из 2011. у насељу је живело 83 становника. Насеље се налази на надморској висини од 67 м.